# Pleopeltis polypodioides
Pleopeltis polypodioides és una espècie de falguera de la família Polypodiaceae nativa a Amèrica i a Àfrica d'aparença reptant, textura gruixuda.

## Descripció
Aquestes falgueres tenen les fulles perennes i fan 25 cm d'alt per 5 cm d'ample i són monomòrfiques. Són coriàcies, de color verd groc, les pinnes (folíols) estan profundament pinnatífides, oblongues a lanceolades estreta, més ampla en general prop de mitja, de tant en tant en o prop de la base. S'uneix als membres de la seva planta hoste amb una ramificació, rastrera, té un rizoma prim, que creix a 2 mm de diàmetre. Les escales són lanceolades, amb base de color marró clar i marges, i amb una franja central fosca.

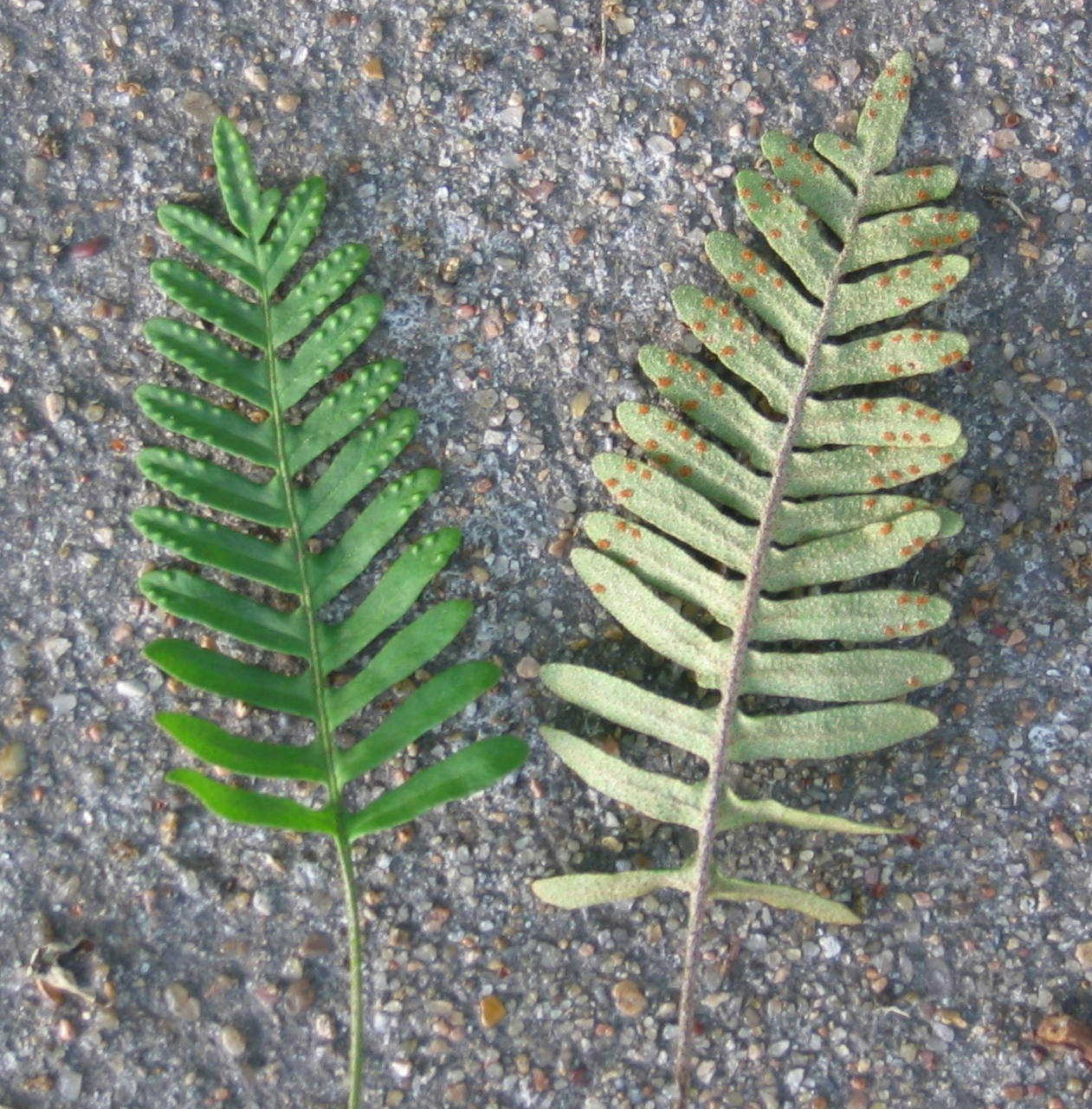
Costats superior i inferior de les frondes

Els gametòfits (els productors de gàmetes haploides) d'aquesta planta emergeixen de molt petites espores que floten en l'aire i es dipositen sobre branques d'arbres humits. Aquestes espores es produeixen en esporangis que es desenvolupen sobre les fulles de la falguera esporòfit. Les falgueres també poden reproduir-se per la divisió dels seus rizomes.
A la banda inferior de les fulles, els sorus (grups reproductius) són rodons, discrets, i enfonsades. El seu contorn pot ser vist com a clotets en relleu en la superfície superior. Són típicament a prop de la vora exterior, i es produeixen en tots però el més baix pinnes de frondes fèrtils. L'indusium està absent. Els esporangis són de color groc a marró en la maduresa. Les espores es produeixen d'estiu a tardor

## Hàbitat i absorció d'aigua
Aquesta falguera és un epífit, o planta aèria, el que significa que s'adhereix a altres plantes i obté els seus nutrients de l'aire i de l'aigua i els nutrients que s'acumulen a l'exterior de la superfície de l'escorça. Les falgueres resurrecció viuen en les branques dels grans arbres com xiprers i, sovint es poden veure les catifes de les zones d'ombra en les branques dels grans roures. No obstant això, se sap que creixen en les superfícies de les roques i troncs morts, així. Es troba sovint en companyia d'altres plantes epífites com les molses espanyoles.
El Pleopeltis polypodioides resideix en els boscos frondosos del sud-est dels Estats Units en àrees com Delaware, Illinois, Texas i Florida. Aquesta falguera també es poden trobar en àrees subtropicals d'Amèrica i parts del sud d'Àfrica.
La falguera de resurrecció té aquest nom perquè pot sobreviure a períodes llargs de sequera cargolant-se cap amunt de les seves frondes i sembla estar dessecat, gris marró i mort. Tanmateix, quan n'hi ha una mica d'aigua, la falguera es descargolarà i tornarà a obrir, sembla que "ressusciti" i restaura un color verd intens aproximadament dins de les 24 hores posteriors.
Quan les frondes s'"assequen", es cargolen amb els seus costats inferiors cap amunt. D'aquesta manera, poden rehidrat més ràpidament quan arriba la pluja, mentre gran part de l'aigua és absorbida a la part inferior de les fulles. Els experiments han demostrat que poden perdre gairebé tota la seva aigua lliure i romandre amb vida - fins a un 97%, encara que normalment només en perden al voltant d'un 76% en els períodes secs. Per a la comparació, la majoria de les altres plantes moririen després de perdre només un 8-12%. Aquesta falguera pot perdre gairebé tota l'aigua no hidratada de les cèl·lules de les seves fulles i sobreviure-hi. En assecar, la planta sintetitza deshidrines, que permeten que les parets cel·lulars es dobleguin en una forma que puguin invertir més tard.
Com a mínim un estudi ha demostrat l'associació entre el Pleopeltis polypodioides i la molsa, indicant que aquesta falguera pot dependre de la molsa per a algunes de les seves necessitats d'aigua.

## Reproducció
La falguera resurrecció té espores a la part inferior de les fulles, com totes les falgueres. En certs moments de l'any, quan la falguera és seca, les espores cauen de la planta i es converteixen en noves plantes.

## Anotacions

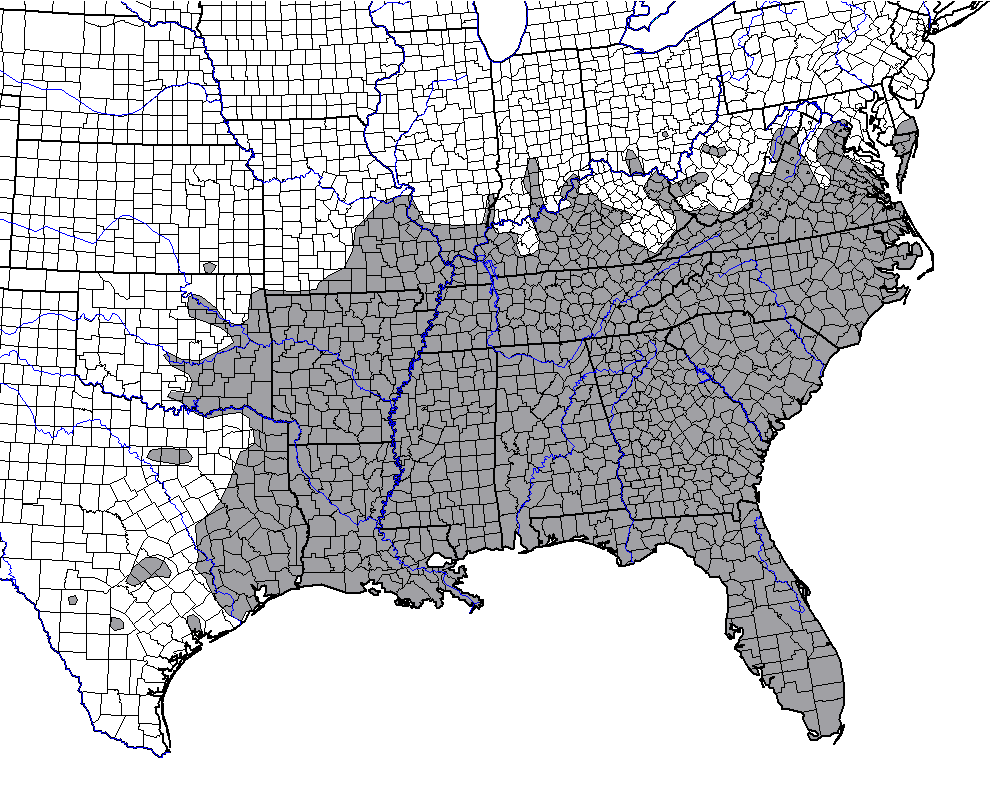
Pleopeltis polypodioides distribució als Estats Units.

Aquesta planta s'ha portat en una missió de la llançadora espacial per mirar la seva resurrecció en gravetat zero.